# Travis Cross
Travis Cross (ur. 1 grudnia 1980) – kanadyjski zapaśnik walczący w stylu wolnym. Olimpijczyk z Pekinu 2008, gdzie zajął piętnaste miejsce w wadze 84 kg.
Czterokrotny uczestnik mistrzostw świata, ósmy w 2007. Brązowy medalista na igrzyskach panamerykańskich w 2006 roku.